# 卵酒

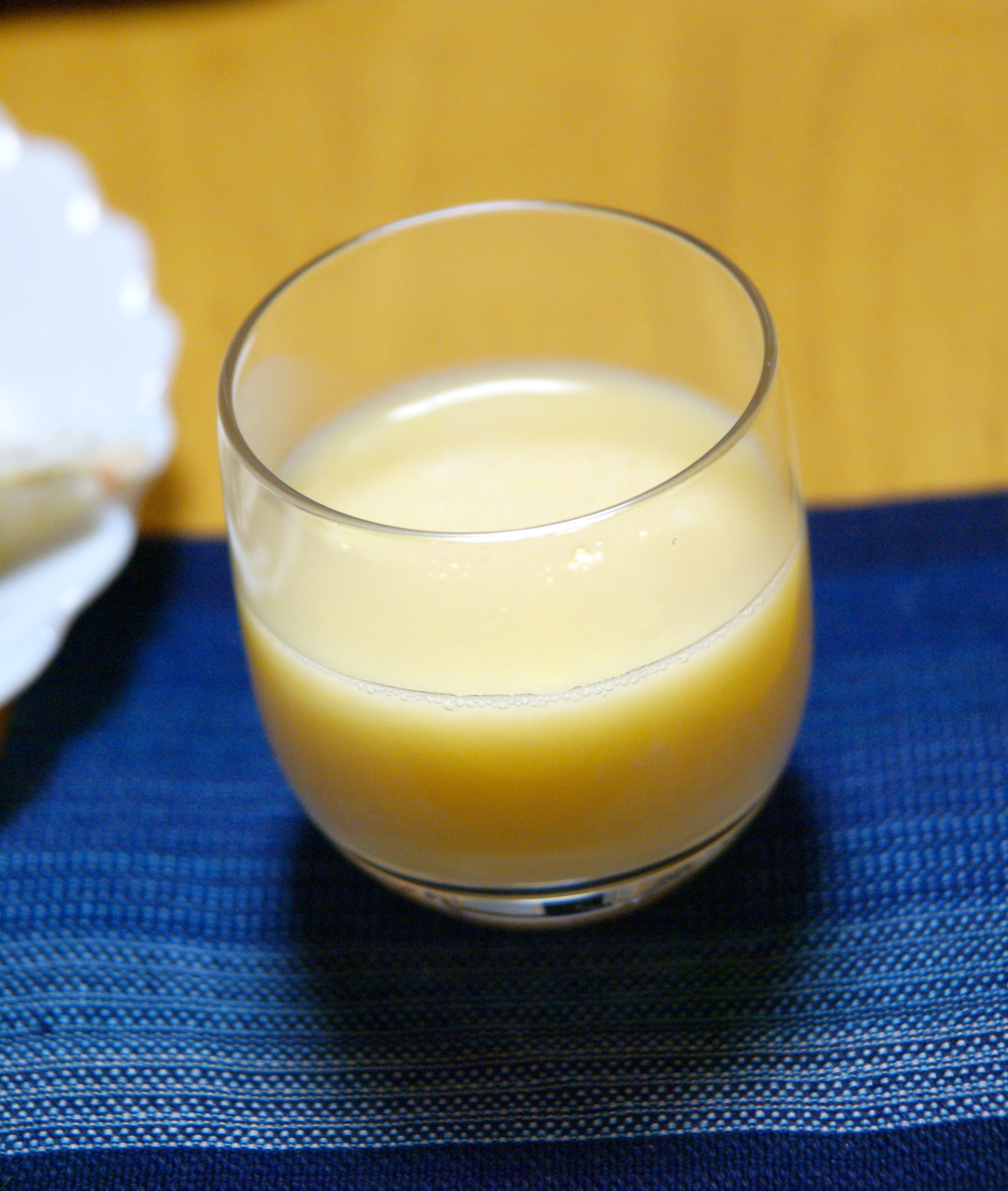
卵酒の一例

卵酒（玉子酒、たまござけ）は、酒に鶏卵、砂糖を混ぜ、温めたアルコール飲料である。ホットカクテルの一種。冬の季語でもある。

## 風邪の民間療法
日本では、風邪のときに薬として飲まれるが、その効果は認められていない。ただ、卵が高価だった時代、栄養食としての効果が高いと広く巷間に認知されていたため、体が弱っている時に力をつける目的で卵を使った軟食が用いられており、卵酒もそういった目的で飲まれていたようである。
西洋では、チキンスープやホットトディ（蒸留酒・紅茶などの温かい飲み物・糖類・シナモン/クローブ・柑橘類を混ぜ合わせたカクテル）が日本における卵酒と同じように風邪の治療法として飲まれている。

## 作り方
卵酒の作り方にはこれといった決まりはなく、各家庭、各人ごとに異なる。江戸時代に発行された『料理物語』に記された作り方は次の通りである
- 冷酒 - 織部盃三杯
- 玉子 - 1個
- 塩 - 少し

割った玉子に冷酒を少しずつ入れてよく溶く。塩を少し入れて燗をする。
『料理物語』にはこの他にも、玉子を使った料理酒が記載されている。たとえば、練り酒は玉子と白砂糖を用いている。